# Padis kommun
Padis kommun (estniska: Padise vald) var en tidigare kommun i landskapet Harjumaa i nordvästra Estland. Den låg cirka 50 kilometer sydväst om huvudstaden Tallinn. Byn Padis utgjorde kommunens centralort.
Kommunen uppgick den 23 oktober 2017 i den då nybildade Lääne-Harju kommun.

## Geografi

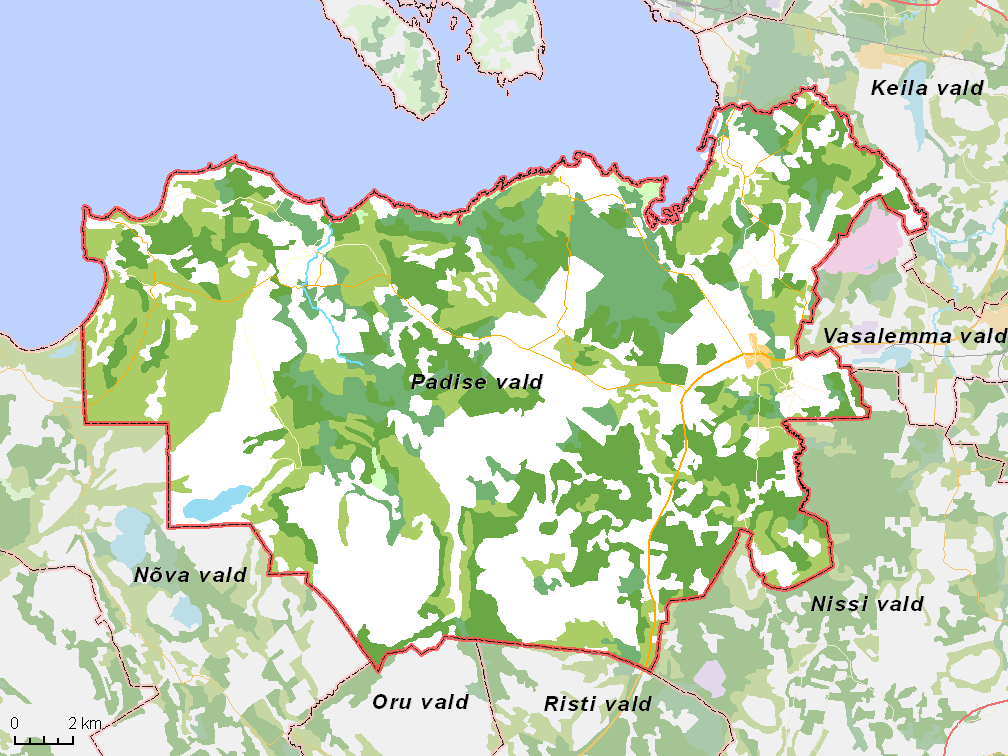
Översiktlig karta över den dåvarande kommunen.

## Orter
I dåvarande Padis kommun fanns 24 byar.

### Byar
- Aklop (estniska Alliklepa)
- Altküla
- Audevälja
- Harju-Risti
- Hatu
- Karilepa
- Kasepere
- Keip (estniska Keibu)
- Kobru
- Korkis (estniska Kurkse)
- Kõmmaste
- Laane
- Langa
- Madise
- Metslõugu
- Määra
- Näsbyn (estniska Vintse)
- Padis (estniska Padise)
- Pae
- Päts (estniska: Pedase)
- Suurküla
- Vippal (estniska Vihterpalu)
- Vilivalla
- Ängesbyn (estniska: Änglema)

Bland före detta byar i kommunen finns Brask (estniska Praski), Domers (estniska Tumermaa), Stora och Lilla Kivra (estniska Kibru), Tammis (estniska Tamse) och Uglas [estlandssvenskt uttal: oglas] (estniska Ugla).